# 黃海懷
黃海懷（1935年—1967年），江西萍鄉人，年幼喪父，從小自學胡琴，中學時期為家鄉業餘劇團副團長和教習，20歲時考入中南音樂專科學校，師從周華林，1958年畢業留校任教。1959年，黄海怀创作了知名二胡独奏曲《赛马》。1967年文化大革命期间，被迫害逝世。

## 主要作品
- 《賽馬》
- 《江河水》（移植）

## 主要學生
- 吳素華